# Šatare
Šatare es un pueblo de la municipalidad de Donji Vakuf, en el cantón de Bosnia Central, Bosnia y Herzegovina.

## Superficie
Posee una superficie de 4,9 kilómetros cuadrados.

## Demografía
Hasta 1991 la población era de 191 habitantes.